# RAAM
De Race Across America, of RAAM, is een wielrenwedstrijd die jaarlijkse in de Verenigde Staten wordt gehouden, in 1982 begonnen als de Great American Bike Race.
De RAAM is een van de langste jaarlijkse duurevenementen ter wereld. Alle deelnemers, zowel mannen als vrouwen, moeten zich eerst hebben bewezen door binnen een bepaalde te tijd te zijn gefinisht in een van de diverse kwalificerende voor-evenementen.
Qua lengte is de RAAM vergelijkbaar met de Tour de France, maar de races verschillen sterk. Het parkoers van de Race Across America verloopt van van de westkust naar de oostkust van de Verenigde Staten, ongeveer 4800 km, wat het een transcontinentaal evenement maakt. De race kent geen etappes, het is in principe een non-stop evenement van start tot finish. De snelste deelnemers hebben iets meer dan een week nodig om de koers te voltooien. 

## Geschiedenis
De eerste editie van RAAM, The Great American Bike Race, werd georganiseerd door John Marino in 1982. Er waren vier deelnemers: John Marino zelf, John Howard, Michael Shermer en Lon Haldeman. De koers begon in Santa Monica (Californië) en eindigde in het Empire State Building in New York, en werd gewonnen door Haldeman, die de eerste persoon was die binnen 10 dagen de Verenigde Staten van de west- tot de oostkust doorkruiste.
Na het eerste jaar veranderde de naam van het evenement in Race Across America en werd deelname onderworpen aan een voorafgaande kwalificatie. Het concept sloeg aan en het evenement groeide jaar na jaar, met een internationaal deelnemersveld. De race werd tot en met 1986 op televisie uitgezonden op ABC's Wide World of Sports. In 1989 werden teams toegevoegd om nieuwe elementen van technologie en strategie te introduceren: een categorie voor HPV's en kuipfietsen resulteerde in recordsnelheden en de toevoeging van de categorie van vierpersoonsteams bood deelnemers de mogelijkheid samen te rijden of om beurten te rijden, waardoor ze hogere snelheden konden afwegen tegen langere rusttijden.
Een coryfee bij de vrouwelijke deelnemers in de eerste edities was winnares Sue Notarangelo, die de eerste vrouw was die de afstand binnen 10 dagen aflegde. Zij trad in het huwelijk met de eerste man Lon Haldeman en later zouden ze ook samen aan de wedstrijd deelnemen in de categorie tandems.
De solo-versie van de edities vanaf 2008 startten in Oceanside (Californië) en finishten in Annapolis (Maryland).

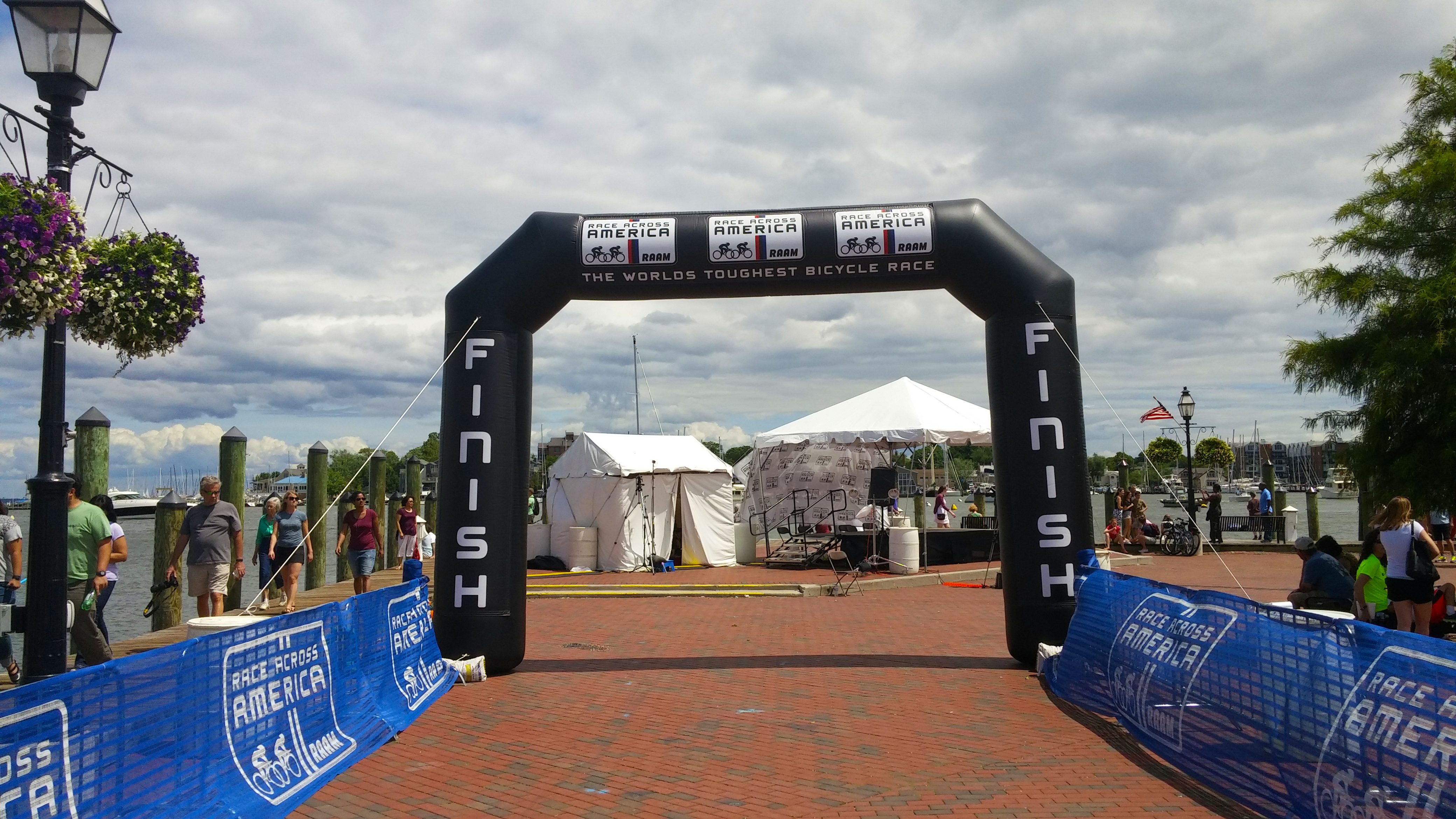
RAAM 2015 finish in Annapolis, Maryland

## Wedstrijdopzet
In tegenstelling tot de meeste meerdaagse fietsraces zoals de Tour de France, kent de RAAM geen etappes. Er is geen gespecificeerde afstand die elke dag dient te worden afgelegd. Er zijn geen vaste rusttijden voor eten en slapen. Slaap is eigenlijk optioneel. De klok loopt continu van start tot finish zoals in een tijdrit, en de uiteindelijke eindtijd is inclusief rusttijden. De winnaar is dus de rijder die snel rijden het beste kan combineren met korte en onregelmatige stops. De winnaar eindigt meestal binnen acht tot negen dagen, nadat hij ongeveer 22 uur per dag door het gevarieerde terrein van de Verenigde Staten heeft gereden. 
Door de toevoeging van de categorie van 8-persoonsteams zijn finishtijden van iets meer dan vijf dagen mogelijk geworden. 
Elke racer of elk team heeft een ondersteunend team dat in voertuigen volgt (doorgaans campers, die reglementair achter de rijder moeten blijven) om voedsel, water, reparaties en eventuele medische hulp te bieden. 's Nachts is begeleiding door een voertuig met zwaailichten vereist om elke rijder te volgen om de veiligheid te garanderen.
Dagenlang onafgebroken moeten rijden met weinig tot geen slaap plaatst dit evenement in de categorie van ultra-afstand wielrennen. De continue fysieke inspanning legt een grote druk op de deelnemers en hun begeleiders. Doorgaans haakt maar liefst 50% van de solo-deelnemers af door uitputting of om medische redenen. Anders dan de meer traditionele wielrenwedstrijden vindt deze race plaats op de openbare weg, waardoor de deelnemers onderworpen zijn aan de verkeersregels en genoodzaakt zijn om te gaan met eventuele gevaarlijke verkeerssituaties. In de geschiedenis van het evenement zijn hierdoor enkele malen dodelijke ongevallen te betreuren geweest. 
In 2006 veranderde het raceformaat aanzienlijk met de toevoeging van een Solo Enduro-divisie, waarbij rijders verplicht waren om in totaal 40 uur op specifieke punten in het hele land van de fiets te rusten. De 40 uur zouden aan het einde van de race worden afgetrokken van de totale tijd van een rijder. Deze wijzigingen werden aangebracht om de veiligheid te verbeteren en de nadruk te verleggen naar de rijsnelheid op lange afstand en minder het vermogen slaapgebrek te verdragen. Als de officiële RAAM-kampioen wordt aangemerkt de winnaar van de Solo Traditional-divisie, waarin eenvoudig de snelste totale verstreken tijd van de westkust tot de oostkust als criterium geldt.

## Records
Omdat de koers in de loop der jaren heel wat veranderingen heeft doorgemaakt, zijn prestaties van elk jaar niet helemaal vergelijkbaar. Records worden meestal uitgedrukt in gemiddelde snelheid, niet in totale tijd, om gedeeltelijk rekening te houden met verschillen in koers duur. Jarenlang gold als record de snelste herensnelheid van Pete Penseyres uit 1986, toen hij 3.107 mijl (5.000 km) reed met een gemiddelde van 15.40 mijl per uur (24.78 km per uur). Dit record werd uiteindelijk in 2013 verbroken door de Oostenrijker Christoph Strasser, die het jaar daarop zijn eigen record verbrak door 3.020 mijl (4.860 km) te rijden met 16,42 mijl per uur (26,43 km per uur).